# ريكاردو فيرون
ريكاردو فيرون (بالإسبانية: Ricardo Matias Verón)‏ (22 يناير 1981 في الأرجنتين - ) هو لاعب كرة قدم أرجنتيني في مركز حراسة المرمى. لعب مع أوفي كريت ونادي باوك ونادي ريجينا ونادي ساليرنيتانا ونادي سان لورينزو ونادي سيينا ونادي كروتوني ونادي لانوس وPGS Kissamikos ‏.

## وصلات خارجية
- ريكاردو فيرون على موقع الاتحاد الأوربي (الإنجليزية)
- ريكاردو فيرون على موقع قاعدة بيانات كرة القدم.إي يو (الإنجليزية)
- ريكاردو فيرون على موقع Soccerway.com (الإنجليزية)